# Gran Premio degli Stati Uniti d'America 1986
Il Gran Premio degli Stati Uniti 1986 è stata la settima gara del campionato di Formula 1 del 1986, si è disputato il 22 giugno sul Circuito di Detroit ed è stato vinto da Ayrton Senna su Lotus-Renault.

## Qualifiche
| Pos | No | Driver             | Constructor            | Q1       | Q2        | Gap     |
| --- | -- | ------------------ | ---------------------- | -------- | --------- | ------- |
| 1   | 12 | Ayrton Senna       | Lotus-Renault          | 1:40.301 | 1:38.301  | —       |
| 2   | 5  | Nigel Mansell      | Williams-Honda         | 1:39.490 | 1:38.839  | +0.538  |
| 3   | 6  | Nelson Piquet      | Williams-Honda         | 1:41.510 | 1:39.076  | +0.775  |
| 4   | 25 | René Arnoux        | Ligier-Renault         | 1:43.166 | 1:39.689  | +1.388  |
| 5   | 28 | Stefan Johansson   | Ferrari                | 1:42.989 | 1:40.312  | +2.011  |
| 6   | 26 | Jacques Laffite    | Ligier-Renault         | 1:45.236 | 1:40.676  | +2.375  |
| 7   | 1  | Alain Prost        | McLaren-TAG            | 1:43.368 | 1:40.715  | +2.414  |
| 8   | 7  | Riccardo Patrese   | Brabham-BMW            | 1:43.664 | 1:40.819  | +2.518  |
| 9   | 2  | Keke Rosberg       | McLaren-TAG            | 1:43.732 | 1:40.848  | +2.547  |
| 10  | 16 | Eddie Cheever      | Lola-Ford              | 1:46.499 | 1:41.540  | +3.239  |
| 11  | 27 | Michele Alboreto   | Ferrari                | 1:44.296 | 1:41.606  | +3.305  |
| 12  | 20 | Gerhard Berger     | Benetton-BMW           | 1:43.759 | 1:41.836  | +3.535  |
| 13  | 18 | Thierry Boutsen    | Arrows-BMW             | 1:45.711 | 1:42.279  | +3.978  |
| 14  | 11 | Johnny Dumfries    | Lotus-Renault          | 1:45.846 | 1:42.511  | +4.210  |
| 15  | 8  | Derek Warwick      | Brabham-BMW            | 1:44.890 | 1:42.558  | +4.257  |
| 16  | 3  | Martin Brundle     | Tyrrell-Renault        | 1:45.250 | 1:42.815  | +4.514  |
| 17  | 19 | Teo Fabi           | Benetton-BMW           | 1:48.912 | 1:43.658  | +5.357  |
| 18  | 4  | Philippe Streiff   | Tyrrell-Renault        | 1:47.478 | 1:43.796  | +5.495  |
| 19  | 17 | Christian Danner   | Arrows-BMW             | 1:48.855 | 1:44.259  | +5.958  |
| 20  | 14 | Jonathan Palmer    | Zakspeed               | 1:49.812 | 1:44.401  | +6.100  |
| 21  | 15 | Alan Jones         | Lola-Ford              | 1:45.521 | 1:44.450  | +6.149  |
| 22  | 21 | Piercarlo Ghinzani | Osella-Alfa Romeo      | 1:49.067 | 1:45.059  | +6.758  |
| 23  | 23 | Andrea De Cesaris  | Minardi-Motori Moderni | 1:47.359 | 1:46.705  | +8.404  |
| 24  | 24 | Alessandro Nannini | Minardi-Motori Moderni | 1:47.230 | 11:12.906 | +8.929  |
| 25  | 22 | Allen Berg         | Osella-Alfa Romeo      | 1:56.741 | 1:48.682  | +10.381 |
| 26  | 29 | Huub Rothengatter  | Zakspeed               | 1:49.680 | 29:44.015 | +11.379 |

## Ordine d'arrivo
| Pos | No | Pilota             | Costruttore            | Giri | Tempo/Ritiro             | Pos. Griglia | Punti |
| --- | -- | ------------------ | ---------------------- | ---- | ------------------------ | ------------ | ----- |
| 1   | 12 | Ayrton Senna       | Lotus-Renault          | 63   | 1:51:12.847              | 1            | 9     |
| 2   | 26 | Jacques Laffite    | Ligier-Renault         | 63   | + 31.017                 | 6            | 6     |
| 3   | 1  | Alain Prost        | McLaren-TAG Porsche    | 63   | + 31.824                 | 7            | 4     |
| 4   | 27 | Michele Alboreto   | Ferrari                | 63   | + 1:30.936               | 11           | 3     |
| 5   | 5  | Nigel Mansell      | Williams-Honda         | 62   | + 1 Giro                 | 2            | 2     |
| 6   | 7  | Riccardo Patrese   | Brabham-BMW            | 62   | + 1 Giro                 | 8            | 1     |
| 7   | 11 | Johnny Dumfries    | Lotus-Renault          | 61   | + 2 Giri                 | 14           |       |
| 8   | 14 | Jonathan Palmer    | Zakspeed               | 61   | + 2 Giri                 | 20           |       |
| 9   | 4  | Philippe Streiff   | Tyrrell-Renault        | 61   | + 2 Giri                 | 18           |       |
| 10  | 8  | Derek Warwick      | Brabham-BMW            | 60   | + 3 Giri                 | 15           |       |
| Ret | 17 | Christian Danner   | Arrows-BMW             | 51   | Problemi elettrici       | 19           |       |
| Ret | 25 | René Arnoux        | Ligier-Renault         | 46   | Collisione con T.Boutsen | 4            |       |
| Ret | 18 | Thierry Boutsen    | Arrows-BMW             | 44   | Collisione con R.Arnoux  | 13           |       |
| Ret | 23 | Andrea De Cesaris  | Minardi-Motori Moderni | 43   | Cambio                   | 23           |       |
| Ret | 6  | Nelson Piquet      | Williams-Honda         | 41   | Incidente                | 3            |       |
| Ret | 28 | Stefan Johansson   | Ferrari                | 40   | Problemi elettrici       | 5            |       |
| Ret | 19 | Teo Fabi           | Benetton-BMW           | 38   | Cambio                   | 17           |       |
| Ret | 16 | Eddie Cheever      | Lola-Ford              | 37   | Sterzo                   | 10           |       |
| Ret | 15 | Alan Jones         | Lola-Ford              | 33   | Sterzo                   | 21           |       |
| Ret | 22 | Allen Berg         | Osella-Alfa Romeo      | 28   | Problemi elettrici       | 25           |       |
| Ret | 3  | Martin Brundle     | Tyrrell-Renault        | 15   | Problemi elettrici       | 16           |       |
| Ret | 21 | Piercarlo Ghinzani | Osella-Alfa Romeo      | 14   | Problemi al turbo        | 22           |       |
| Ret | 2  | Keke Rosberg       | McLaren-TAG Porsche    | 12   | Trasmissione             | 9            |       |
| Ret | 20 | Gerhard Berger     | Benetton-BMW           | 8    | Motore                   | 12           |       |
| Ret | 24 | Alessandro Nannini | Minardi-Motori Moderni | 3    | Problemi al turbo        | 24           |       |
| Ret | 29 | Huub Rothengatter  | Zakspeed               | 0    | Problemi elettrici       | 26           |       |

## Classifiche

### Piloti
| Pos. | Pilota           | Punti |
| ---- | ---------------- | ----- |
| 1    | Ayrton Senna     | 36    |
| 2    | Alain Prost      | 33    |
| 3    | Nigel Mansell    | 29    |
| 4    | Nelson Piquet    | 19    |
| 5    | Keke Rosberg     | 14    |
| 6    | Jacques Laffite  | 13    |
| 7    | Stefan Johansson | 7     |
| 8    | Gerhard Berger   | 6     |
| 9    | Michele Alboreto | 6     |
| 10   | René Arnoux      | 6     |
| 11   | Martin Brundle   | 2     |
| 12   | Teo Fabi         | 2     |
| 13   | Riccardo Patrese | 2     |

### Costruttori
| Pos. | Team                | Punti |
| ---- | ------------------- | ----- |
| 1    | Williams-Honda      | 48    |
| 2    | McLaren-TAG Porsche | 47    |
| 3    | Lotus-Renault       | 36    |
| 4    | Ligier-Renault      | 19    |
| 5    | Ferrari             | 13    |
| 6    | Benetton-BMW        | 8     |
| 7    | Tyrrell-Renault     | 2     |
| 8    | Brabham-BMW         | 2     |